# 26½
26½ (auch Sechsundzwanzigeinhalb) ist ein Jubiläumsalbum der deutschen New-Wave-Band Fehlfarben, das 2006 veröffentlicht wurde. Es erreichte Platz 72 der deutschen Charts.

## Hintergründe
Anstatt das 25. Bandjubiläum zu feiern, veröffentlichte die Band dieses Album zum 26½. Jubiläum (9.589 Tage nach Bandgründung am 24. November 1979, also eigentlich zum 26¼. Jubiläum). Es enthält 17 Neueinspielungen von alten Fehlfarben-Liedern mit diversen Gastsängern und -musikern sowie ein neues Lied („Chirurgie 2010“), das von Peter Hein eingesungen wurde.
Peter Hein hatte zuvor die Pilotspuren für jedes Lied eingesungen, für den Fall, „das (sic!) bei einem eventuellen Scheitern des Gastes die Version mit mir genommen werden könnte“. Da aber alle Versionen mit dem entsprechenden Gastmusiker auf dem Album landeten, hört man Peter Hein nur auf insgesamt drei Liedern. Unter den Musikern, die zwar eingeladen worden waren, an dem Album mitzuwirken, aber absagten, fanden sich auch Rocko Schamoni sowie Farin Urlaub.

## Produktion
Die Musik wurde größtenteils von Pyrolator im atatak Studio aufgenommen. Der Himmel weint wurde im Bongogott-Studio von Richard Pappik aufgenommen und Magnificent Obsession im Wolfgang von Henko Studio in Hamburg.
Die Gesangaufnahmen fanden ebenfalls hauptsächlich im atatak Studio statt, mit Ausnahme von Grauschleier (von Alex Silva in Berlin), (Geh) Du Ran Du Ran (von Brezel Göring in Paris (Rue Saint-Denis)), Schlaflos Nachts (von Michael Mühlhaus), Club der schönen Mütter (von Michael Heilrath im Bereich 03), Internationale (von Moses Schneider im Transporterraum in Berlin) und Alkoholen (von Peta Devlin im Soundgarden Tonstudio Hamburg).
Abgemischt wurde das Album hauptsächlich in Conny’s Studio von Marc Weis und im atatak Studio von Pyrolator.

## Titelliste
| Nr. | Titel                                   | Sänger                        | Dauer | Jahr | Album (Original)                    |
| --- | --------------------------------------- | ----------------------------- | ----- | ---- | ----------------------------------- |
| 1   | Das sind Geschichten                    | Nils Koppruch                 | 3:05  | 1980 | Monarchie und Alltag                |
| 2   | Grauschleier                            | Herbert Grönemeyer            | 2:50  | 1980 | Monarchie und Alltag                |
| 3   | Die wilde 13                            | Harry Rag & Peter Hein        | 3:26  | 1981 | 33 Tage in Ketten                   |
| 4   | (Geh) Du ran Du ran                     | Françoise Cactus              | 1:59  | 2002 | Knietief im Dispo                   |
| 5   | Einsam                                  | Helge Schneider               | 3:38  | 1991 | Die Platte des himmlischen Friedens |
| 6   | Sonntag Morgen                          | Gudrun Gut                    | 2:06  | 1991 | Die Platte des himmlischen Friedens |
| 7   | Paul ist tot                            | Campino                       | 4:05  | 1980 | Monarchie und Alltag                |
| 8   | Die kleine Geldwäscherei                | Bernd Begemann                | 4:09  | 2002 | Knietief im Dispo                   |
| 9   | Schlaflos nachts                        | Frank Spilker                 | 3:43  | 1981 | 33 Tage in Ketten                   |
| 10  | Die Falschen Farben - Der Himmel weint* | Sven Regener & Richard Pappik | 3:17  | 1995 | Popmusik & Hundezucht               |
| 11  | Stell dir vor                           | Stoya                         | 2:26  | 1991 | Die Platte des himmlischen Friedens |
| 12  | Chirurgie 2010                          | Peter Hein                    | 3:17  | 2006 | Sechsundzwanzigeinhalb              |
| 13  | Club der schönen Mütter                 | Claudia Kaiser                | 3:25  | 2002 | Knietief im Dispo                   |
| 14  | Zarte Zeilen                            | Thomas Mahmoud                | 3:55  | 1991 | Die Platte des himmlischen Friedens |
| 15  | Internationale                          | Dirk von Lowtzow              | 3:15  | 2002 | Knietief im Dispo                   |
| 16  | Alkoholen                               | Jochen Distelmeyer            | 2:27  | 2003 | Single                              |
| 17  | Magnificent Obsession                   | Peter Lohmeyer                | 3:54  | 1983 | Glut und Asche                      |
| 18  | Ein Jahr (Es geht voran)                | T. V. Smith & Peter Hein      | 2:33  | 1980 | Monarchie und Alltag                |

Gastmusiker
- Pyrolator: Orgel, Synthesizer, Mellotron, Piano
- Björn Wolters: Posaune
- Nils Pokel: Baritonsaxophon
- Monique Maassen: Backing-Gesang
- Kiki Lorrig-Wossagk: Backing-Gesang („Club der schönen Mütter“)
- Friedrich Paravicini: Cello, Piano („Magnificent Obsession“)
- Wolfgang von Henko: E-Bow („Magnificent Obsession“)

Anmerkungen:
Der Himmel weint wurde im Gegensatz zu allen anderen Liedern nicht von Fehlfarben-, sondern von Element-of-Crime-Musikern (als „Die Falschen Farben“) eingespielt, nämlich von den beiden Gitarristen Sven Regener und Richard Pappik sowie (Ex-Fehlfarben- und Ex-Element-of-Crime-Mitglied) Uwe Bauer (Beats und Percussion).